# Saturn Corporation
Saturn Corporation je bil ameriški proizvajalec avtomobilov.
Blagovna znamka Saturn je bila ustanovljena 7. januarja 1985 kot podružnica korporacije General Motors. Avtomobile je začela proizvajati leta 1990 kot odgovor na japonsko konkurenco v ZDA. Po odločitvi podjetja General Motors, da se loči od znamke Saturn, in neuspelim poskusom njene prodaje se je proizvodnja avtomobilov končala oktobra 2009; leto zatem je bila znamka ukinjena.
Blagovna znamka Saturn je v prvem desetletju prodajala le kompaktne avtomobile. V letih pred ukinitvijo je na severnoameriškem trgu ponujala tudi nekatere modele, ki so bili identični modelom nemškega proizvajalca Opla, ki je bil v tem času del korporacije General Motors. Športni terenec Saturn VUE je bil identičen Oplovemu modelu Antara, športni kabriolet Saturn Sky pa Oplovemu modelu GT. Tudi Oplov kompaktni avtomobil Astra se je v Severni Ameriki prodajal pod blagovno znamko Saturn.